# Jelenec ušatý
Jelenec ušatý (Odocoileus hemionus) je přežvýkavec z čeledě jelenovitých (Cervidae), který žije na západě Severní Ameriky. Jedná se o největšího zástupce z jelenců. Jelenec ušatý má typické, mule podobné, velké uši, od kterých je odvozen jeho druhový název.

## Bližší popis
Je dlouhý 1–1,9 m, váží 50–215 kg a ocas má 10–25 cm dlouhý. V zimě má šedohnědě, v létě zas červenohnědě zbarvenou srst. Obvykle má světlejší končetiny a bílý obřitek. Samci jsou o něco větší než samice. Populace na území USA (i Aljaška) se v současnosti odhaduje na přibližně 15 000 000 jedinců.

## Potrava
Za potravou se vydává zrána nebo navečer a vyhledává ji především v otevřených biomech (na polích, lukách), přes nejteplejší část dne odpočívá v pelechu ve stínu stromů. V létě se živí především trávou nebo jinými rostlinami, občas si zpestří jídelníček i lesními plody nebo žaludy, v zimě okousává větvičky jehličnatých stromů. Samice obvykle žijí spolu s mláďaty v menších skupinách, samci jsou po většinu roku samotářští, mladí pak tvoří mládenecké skupiny.

## Potomstvo
Jelenec ušatý se páří obvykle na podzim. V období páření u samců vzniká několik soubojů o samice a území. Samice je březí 190–200 dní a jedno až dvě mláďata rodí na jaře. Mláďata matku opouští na podzim, po 60–75 dnech života.